# دين باركر
دين باركر (بالإنجليزية: Dean Barker)‏ هو متسابق يخت نيوزيلندي، ولد في 18 أبريل 1972 في أوكلاند في نيوزيلندا.

## وصلات خارجية
- دين باركر على موقع الاتحاد الدولي للملاحة الشراعية (موقع جديد) (الإنجليزية)
- دين باركر على موقع الاتحاد الدولي للملاحة الشراعية (موقع قديم) (الإنجليزية)
- دين باركر على موقع اللجنة الأولمبية الدولية (الإنجليزية)
- دين باركر على موقع أوليمبيديا (الإنجليزية)
- دين باركر على موقع اللجنة الأولمبية النيوزيلندية (الإنجليزية)